# Leucania larga
Leucania larga är en fjärilsart som beskrevs av Márton Hreblay. Leucania larga ingår i släktet Leucania och familjen nattflyn. Inga underarter finns listade i Catalogue of Life.